# Tim De Zarn
Tim De Zarn (Cincinnati, 11 luglio 1952) è un attore statunitense.

## Biografia
Nato l'11 luglio 1952 a Cincinnati, Ohio, ha studiato alla Archbishop McNicholas High School, una scuola cattolica di Anderson Township (Ohio). Ha iniziato l'attività di attore nel 1986, a 25 anni.
De Zarn vive attualmente Los Angeles con sua moglie e sua figlia. Suo figlio Travis è morto all'età di 18 anni in un incidente d'auto nel 2007.

## Filmografia

### Cinema
- In fuga per tre (Three Fugitives), regia di Francis Veber (1989)
- South central - l'ombra dello scorpione (South central), regia di Stephen Milburn Anderson (1992)
- Il cavaliere del male (Demon Knight), regia di Ernest Dickerson (1995)
- Ladykiller (Scene of the Crime), regia di Terence H. Winkless (1996)
- Fight Club, regia di David Fincher (1999)
- Spider-Man, regia di Sam Raimi (2002)
- Non aprite quella porta - L'inizio (The Texas Chainsaw Massacre: The Beginning), regia di Jonathan Liebesman (2006)
- Die Hard - Vivere o morire (Live Free or Die Hard), regia di Len Wiseman (2007)
- Nella rete del serial killer (Untraceable), regia di Gregory Hoblit (2008)
- Quella casa nel bosco (The Cabin in the Woods), regia di Drew Goddard (2012)
- Christmas Crime Story, regia di Richard Friedman (2017)
- La ballata di Buster Scruggs (The Ballad of Buster Scruggs), regia di Joel ed Ethan Coen (2018)
- Project Dorothy, regia di George Henry Horton (2019)

### Televisione
- Un giustiziere a New York (The Equalizer) – serie TV, episodio 2x01 (1986)
- In viaggio nel tempo (Quantum Leap) – serie TV, episodio 3x20 (1991)
- La signora del West (Dr. Quinn, Medicine Woman) – serie TV, episodio 1x11 (1993)
- Star Trek: The Next Generation – serie TV, episodio 6x18 (1993)
- Star Trek: Voyager – serie TV, episodio 2x02 (1995)
- NYPD - New York Police Department (NYPD Blue) – serie TV, episodi 2x10, 2x11 e 2x15 (1995)
- Pacific Blue – serie TV, episodio 1x11 (1996)
- Star Trek: Deep Space Nine – serie TV, episodio 6x17 (1998)
- Prison Break – serie TV, episodio 2x13 (2006)
- Detective Monk (Monk) – serie TV, episodio 6x08 (2007)
- Sons of Anarchy – serie TV, episodio 1x06 (2008)
- Criminal Minds - serie TV, episodio 3x16 (2008)
- Lost – serie TV, episodio 5x13 (2009)
- Grey's Anatomy - serie TV, episodio 9x06 (2012)
- Southland - serie TV, episodio 4x08 (2012)
- The Mentalist - serie TV, episodio 4x22 (2012)
- Justified – serie TV, episodio 3x08 (2012)
- NCIS: Los Angeles - serie TV, episodio 4x15 (2013)
- NCIS: New Orleans - serie TV, episodio 1x09 (2014)
- Castle - serie TV, episodio 7x07 (2014)
- Agent Carter – serie TV, episodio 1x04 (2015)
- Shooter - serie TV, episodio 1x06 (2016)
- 9-1-1 - serie TV, episodio 1x09 (2018)
- S.W.A.T. – serie TV, episodio 3x01 (2019)
- Shameless - serie TV, episodio 10x03 (2019)
- Truth Be Told - serie TV, 4 episodi (2019-2020)
- Better Call Saul - serie TV, episodio 5x04 (2020)

## Doppiatori italiani
Nelle versioni in italiano delle opere in cui ha recitato, Tim De Zarn è stato doppiato da:
- Gianni Giuliano in Justified, Grey's Anatomy, Shameless
- Sergio Di Giulio in Cold Case - Delitti irrisolti, Sons of Anarchy
- Luca Biagini in Quella casa nel bosco, Detective Monk
- Roberto Del Giudice in Star Trek: The Next Generation
- Sergio Di Stefano in Fight Club
- Dario Penne in CSI - Scena del crimine
- Bruno Conti in Spider-Man
- Nino D'Agata in NCIS - Unità anticrimine
- Toni Orlandi ne La signora in giallo - La ballata del ragazzo perduto
- Sandro Sardone in The Shield
- Sandro Iovino in Criminal Minds
- Mauro Bosco in Lost
- Rodolfo Bianchi in The Closer
- Giovanni Petrucci in Mad Men
- Giorgio Lopez in The Mentalist
- Renato Cortesi in NCIS: Los Angeles
- Mino Caprio in NCIS: New Orleans
- Gerolamo Alchieri in Castle
- Marco Mete in Agent Carter
- Renato Cecchetto in Shooter
- Mauro Magliozzi ne La ballata di Buster Scruggs
- Ambrogio Colombo in 9-1-1
- Vladimiro Conti in S.W.A.T.